# Chypre aux Jeux olympiques d'hiver de 1988
Chypre participe aux Jeux olympiques d'hiver de 1988, qui ont lieu à Calgary au Canada. Ce pays, représenté par trois athlètes en ski alpin, prend part aux Jeux d'hiver pour la troisième fois de son histoire. Il ne remporte pas de médaille.

## Résultats

### Ski alpin

#### Hommes
| Athlète              | Épreuve      | Manche 1        | Manche 2        | Total           | Total           |
| Athlète              | Épreuve      | Temps           | Temps           | Temps           | Rang            |
| -------------------- | ------------ | --------------- | --------------- | --------------- | --------------- |
| Alekhis Fotiadis     | Super-G      |                 |                 | N'a pas terminé | N'a pas terminé |
| Sokratis Aristodimou | Super-G      |                 |                 | 2 min 03 s 10   | 48              |
| Alekhis Fotiadis     | Slalom géant | 1 min 23 s 17   | 1 min 20 s 45   | 2 min 43 s 62   | 58              |
| Sokratis Aristodimou | Slalom géant | 1 min 20 s 54   | 1 min 16 s 53   | 2 min 37 s 07   | 54              |
| Alekhis Fotiadis     | Slalom       | N'a pas terminé | N'a pas terminé | N'a pas terminé | N'a pas terminé |
| Sokratis Aristodimou | Slalom       | 1 min 11 s 48   | 1 min 04 s 62   | 2 min 16 s 10   | 32              |

#### Femmes
| Athlète           | Épreuve      | Manche 1      | Manche 2      | Total         | Total |
| Athlète           | Épreuve      | Temps         | Temps         | Temps         | Rang  |
| ----------------- | ------------ | ------------- | ------------- | ------------- | ----- |
| Karolina Fotiadou | Slalom géant | 1 min 19 s 02 | 1 min 25 s 56 | 2 min 44 s 58 | 27    |
| Karolina Fotiadou | Slalom       | 1 min 07 s 36 | 1 min 07 s 56 | 2 min 14 s 92 | 26    |